# 江宁区

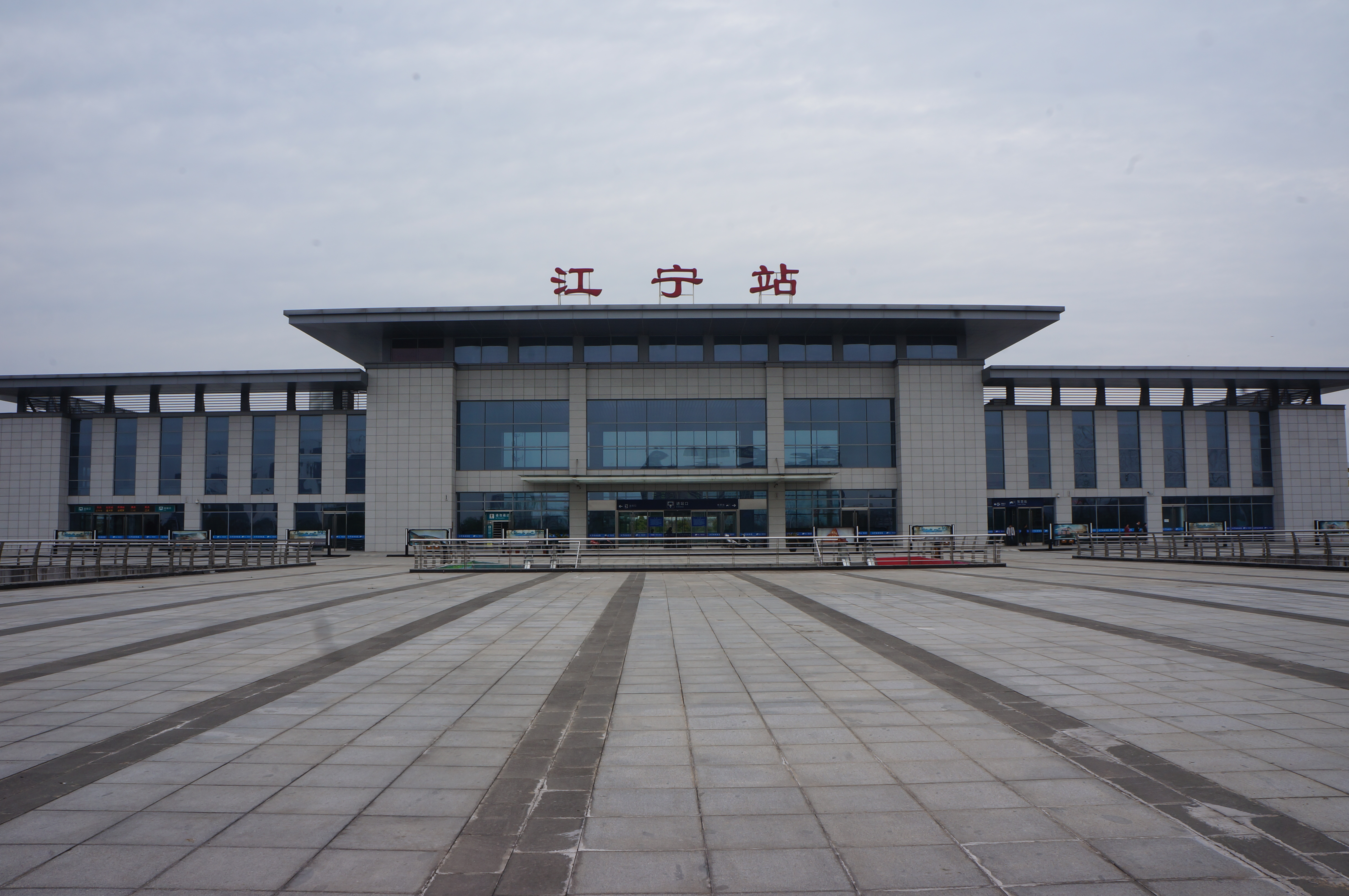
江宁站

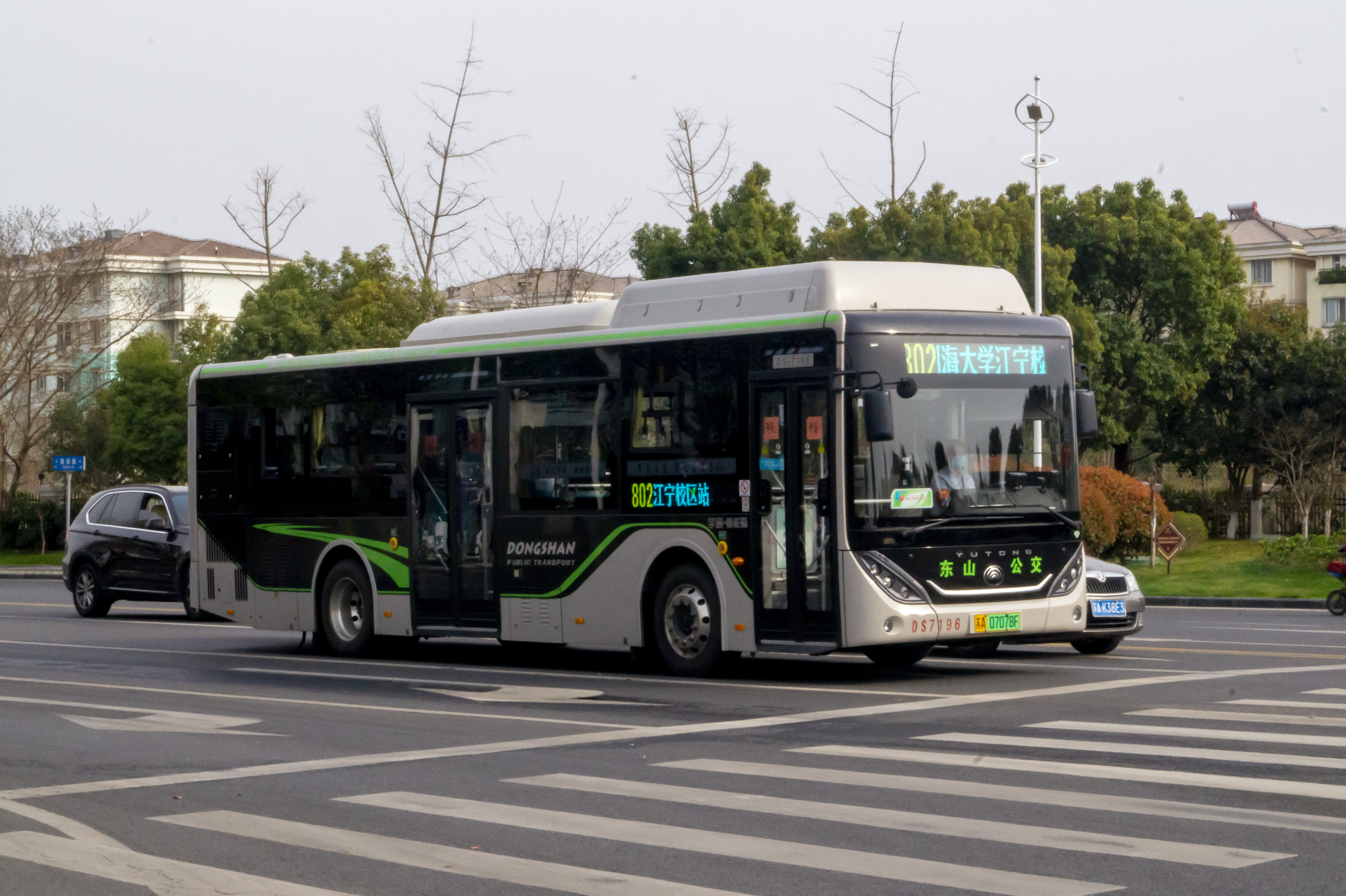
江宁区秦淮路上的气电混动公交车

江宁区是中國江蘇省省會南京市的一個市辖区，位于主城区南部，是南京市面积最大的辖区。江宁是南京的古名，南京簡稱「寧」字，即得自「江寧」；此外，江苏省名称中的“江”也来源于此。2000年，江宁撤县设区，目前是南京市11个市辖区之一。江宁区是国家重要的科教中心和创新基地。區人民政府駐东山街道上元大街369号。区域总面积为1,563.32平方公里。

## 行政区划
江宁区下辖10个街道办事处：
东山街道、秣陵街道、汤山街道、淳化街道、禄口街道、江宁街道、谷里街道、湖熟街道、横溪街道、麒麟街道、青龙山林场、江宁经济技术开发区和江宁滨江开发区。

## 人口
根據第七次全国人口普查數據，截至2020年11月1日零時，江寧區常住人口為1926117人。

## 交通
国家东部地区重要的交通物流枢纽和空港枢纽。江宁从东西南三面环抱南京主城区，航空、港口、铁路、公路交通体系汇聚，是南京对外沟通的重要枢纽。

### 公路
- 104国道
- 205国道
- 235国道
- 长深高速
- 南京绕城高速
- 宁芜高速
- 宁宣高速

### 铁路
- 宁杭客运专线：江宁站
- 宁安客运专线：江宁西站
- 沪宁沿江高速铁路[3]
- 宁铜铁路（仅江宁街道，不办客）

### 地铁
- █ 1号线
- █ 3号线
- █ 4号线
- █ 5号线
- █ S1号线
- █ S6号线
- █ S7号线
- █ S9号线

### 航空
- 南京禄口国际机场

### 有轨电车
- 麒麟有轨电车

## 人文民俗
铜山狮舞队、神虎刨泉。

## 旅遊
汤山温泉旅游度假区、佘村明清代建筑群、湖熟清真寺、横山县抗日民主政府旧址、邓演达烈士殉难处、郑和墓、牛首山文化旅游区、将军山风景区、方山风景区、阳山碑材、南唐二陵、杨柳村古建筑群、佘村明清代建筑群等众多风景名胜区。其中汤山温泉旅游度假区位列中国四大疗养温泉之首，是首批国家级旅游度假区。

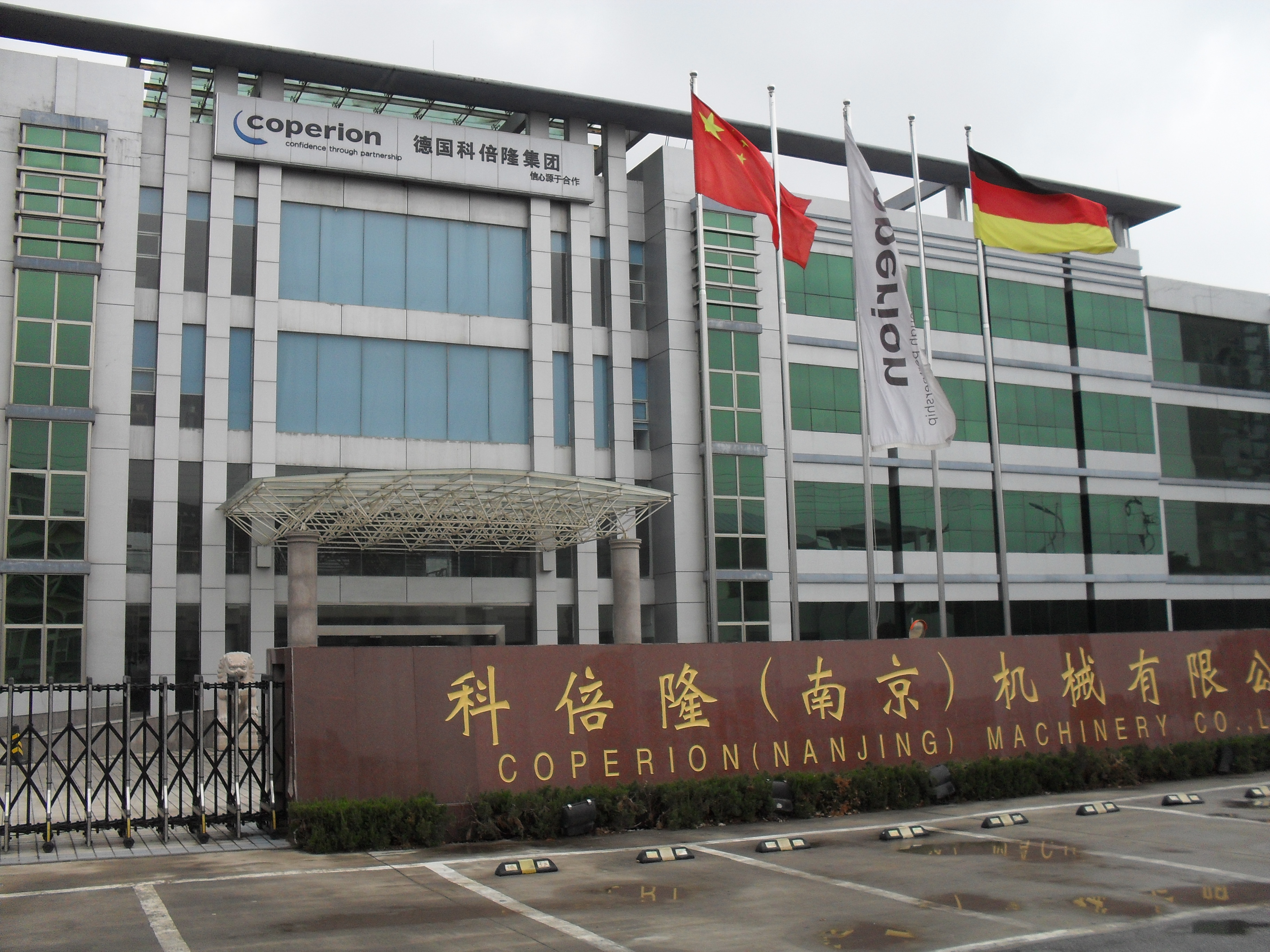
天元西路德國產業園
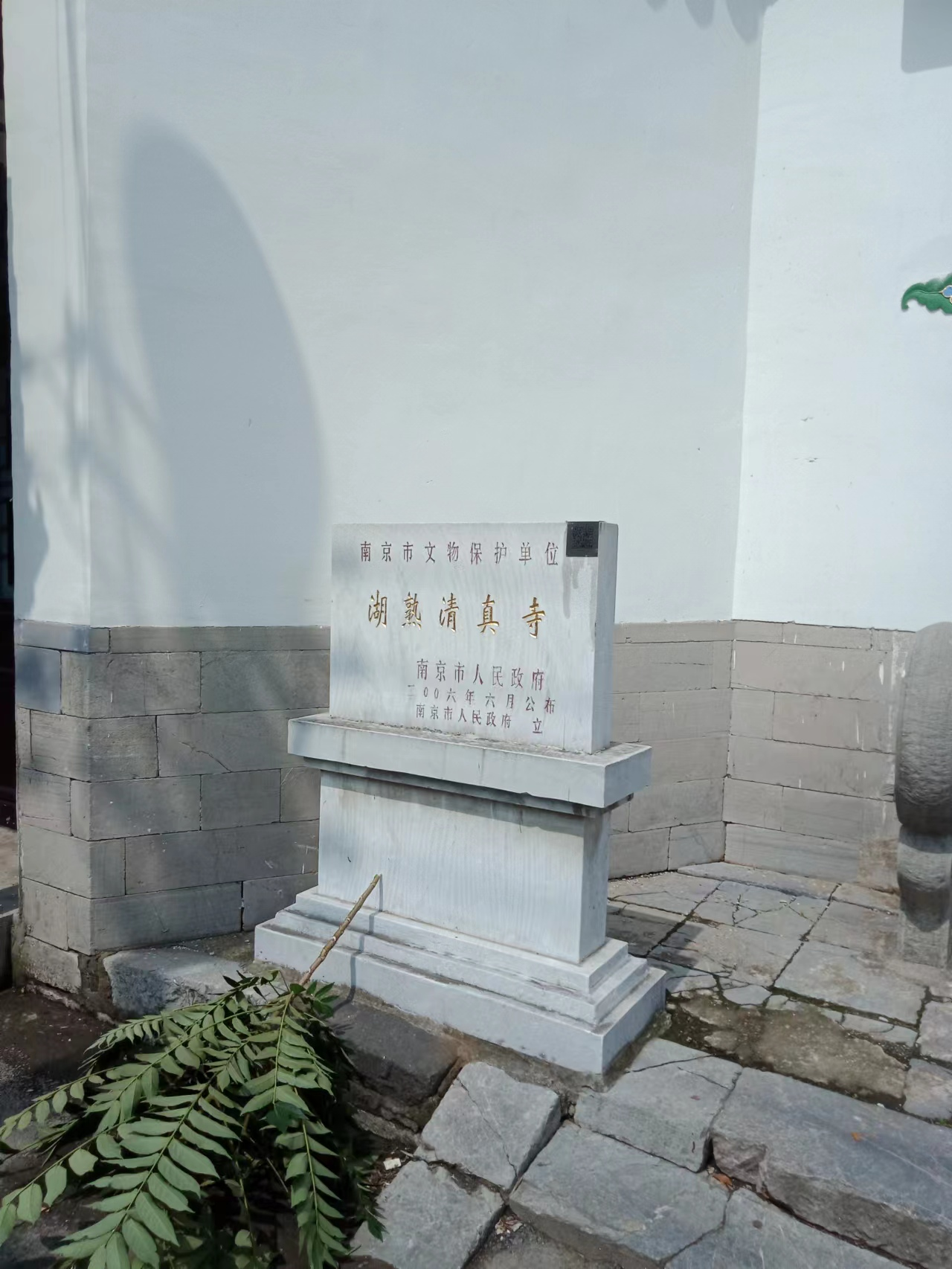
湖熟清真寺
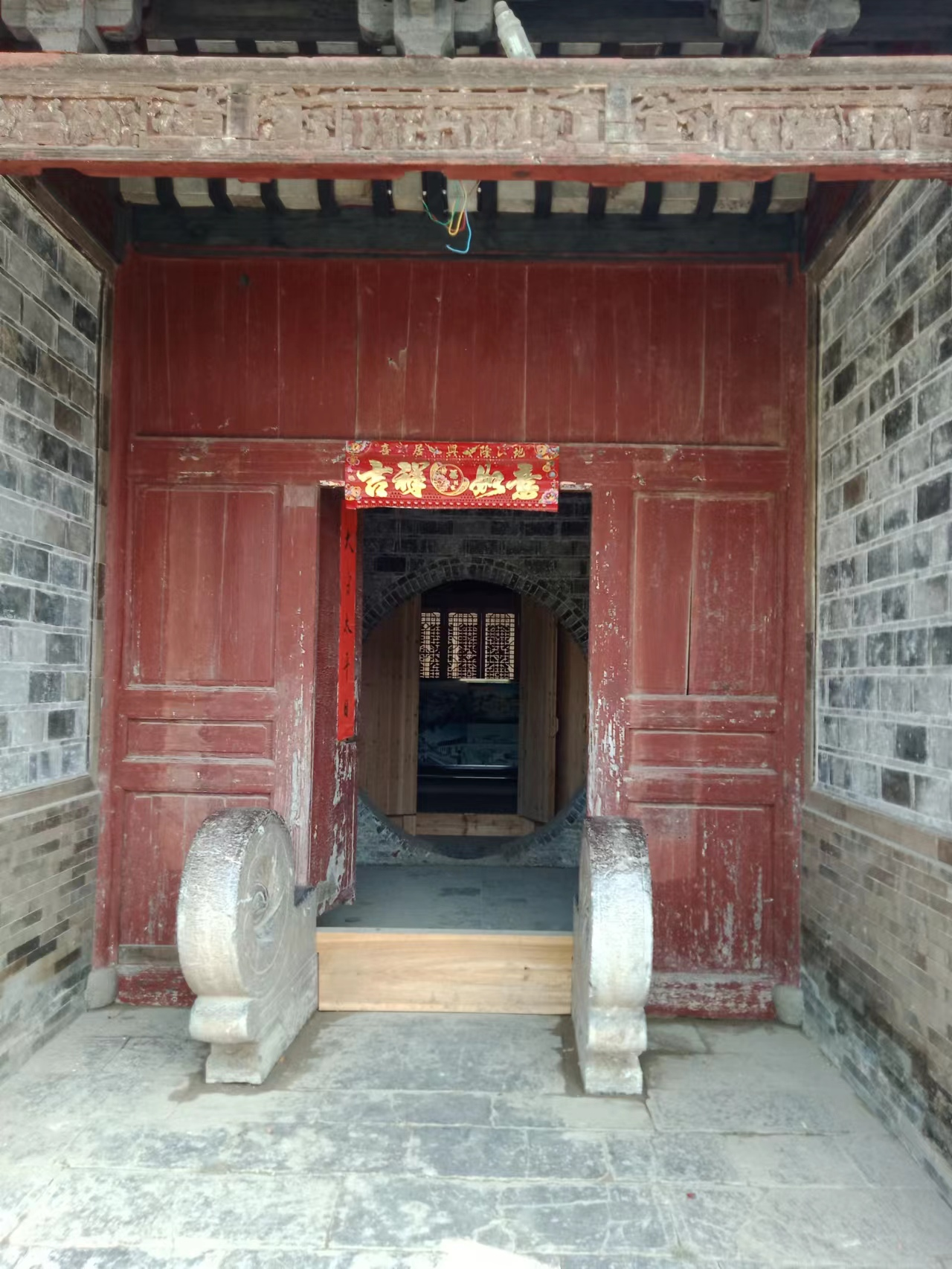
佘村明清代建筑群
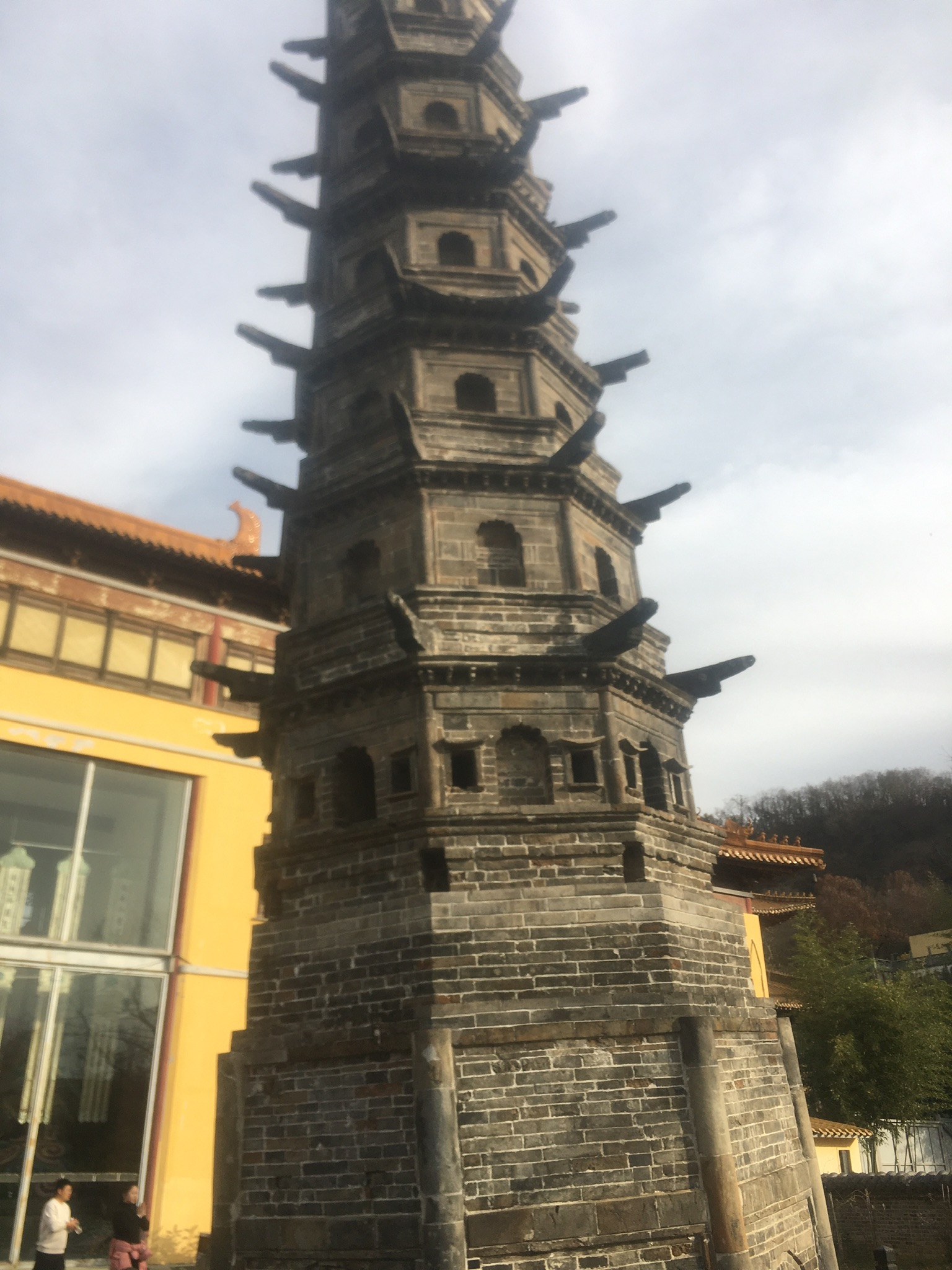
方山
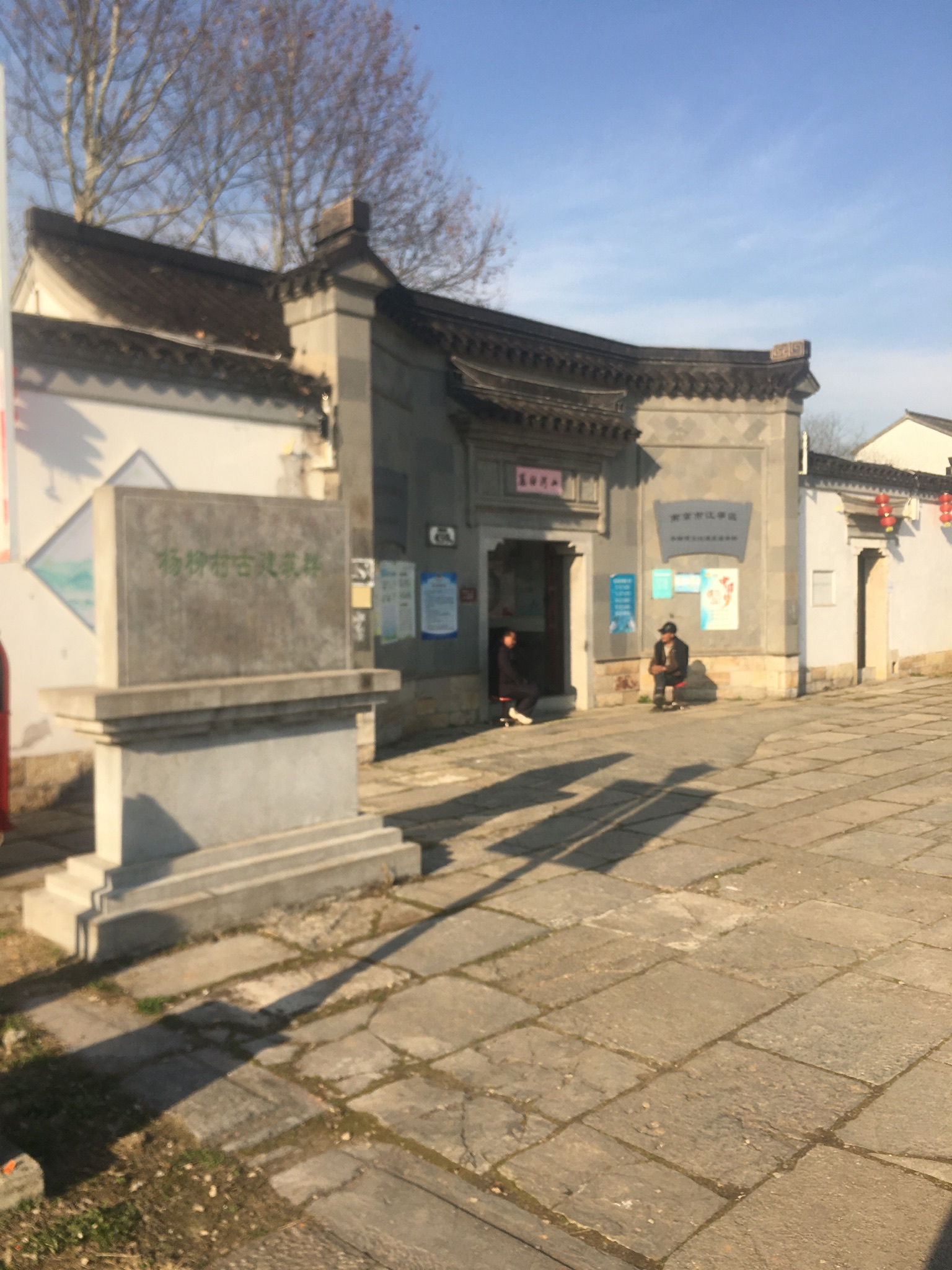
杨柳村古建筑群

## 特產
南京云锦、湖熟板鸭、金箔工艺品、周岗红木、东山老鹅、红烧麻鸭、横溪西瓜、香藕、金陵金箔。

## 江宁名人
- 陶弘景，江宁陶吴镇人，南北朝時的道教大師。
- 史量才，江寧湖熟人。上海《申報》老闆，著名報人。
- 秦檜，今江宁汤山銅井人。